# Heidi Rodewald
Heidi Rodewald es una música y compositora estadounidense, reconocida por haber sido una de las creadoras del musical Passing Strange, por la que recibió dos nominaciones a los Premios Tony y un Premio Obie en la categoría de mejor obra nueva de teatro.

## Carrera
Rodewald ingresó en 1997 a la agrupación musical The Negro Problem, liderada por el cantautor Stew. Con la banda ha publicado alrededor de diez álbumes de estudio. Creó la música de Passing Strange, musical estrenado en el circuito de Broadway en 2008 que le valió dos nominaciones a los Premios Tony (por mejor banda sonora original y mejor orquestación) y un Premio Obie (por mejor nueva obra de teatro). El cineasta Spike Lee adaptó el musical en una versión cinematográfica estrenada en 2009.
Trabajó con la cineasta Leigh Silverman componiendo la banda sonora de los cortometrajes Over The River & Through The Woods (2017) y Reprieve (2018). Actualmente continúa grabando música como miembro de The Negro Problem y se encuentra trabajando nuevamente con Spike Lee en un musical sobre el viagra.

## Composiciones notables
- 2010 - Brooklyn Omnibus
- 2010 - Making It
- 2014 - Family Album
- 2015 - Notes of a Native Song
- 2015 - Wagner, Max! Wagner!!
- 2016 - Total Bent

- 2017 - Over the River & Through the Woods
- 2018 - Reprieve